# Tomsk (tỉnh)

Cờ tỉnh Tomsk

Tomsk Oblast (tiếng Nga:) là một chủ thể liên bang của Nga (một tỉnh). Trung tâm hành chính là thành phố Tomsk.

## Hành chính

Hành chính tỉnh Tomsk

- Tomsk
- Alexandrovsky
- Asinovsky
- Bakcharsky
- Chainsky
- Kargasoksky
- Kolpashevsky
- Kozhevnikovsky
- Krivosheinsky
- Molchanovsky
- Parabelsky
- Pervomaysky
- Shegarsky
- Teguldetsky
- Tomsky
- Verkhneketsky
- Zyryansky

## Liên kết
- Website for Tomsk Oblast Duma